# Piliers de l'Union européenne
Les trois piliers étaient les éléments qui, depuis le traité de Maastricht en 1992 (entré en vigueur le 1er novembre 1993) et jusqu'au traité de Lisbonne en 2007 (en vigueur le 1er décembre 2009), constituaient l'architecture institutionnelle de l'Union européenne :
- 1er pilier, les communautés européennes, héritées de la CECA, de la CEE et de l'Euratom, elles reprennent le traité de Rome révisé par l'Acte unique. Il s'agit d'un pilier supranational relatif aux politiques intégrées (politique agricole commune, union douanière, marché intérieur, euro, etc.). Pour les matières relevant de ce pilier, les États membres ont transféré une partie relativement importante de leurs compétences et souveraineté à l'Union européenne[1] ;
- 2e pilier, la politique étrangère et de sécurité commune (PESC), qui est une coopération intergouvernementale en matière d'affaires étrangères et de sécurité ;
- 3e pilier, la coopération policière et judiciaire en matière pénale.

## Structure
| Union européenne | Union européenne | Union européenne                                                                                             | Union européenne | Union européenne | Union européenne | Union européenne |
| | Premier pilier | | Deuxième pilier  |                  | Troisième pilier |                  |
| Communautés européennes (CE) | Politique étrangère et de sécurité commune (PESC) | Coopération policière et judiciaire en matière pénale (CPJP anc. JAI)                                        |                  |                  |                  |                  |
| --- | --- | --- | ---------------- | ---------------- | ---------------- | ---------------- |
| - Union douanière et marché unique - Politique agricole commune - Politique commune de la pêche - Protection de la concurrence - Union économique et monétaire - Citoyenneté de l'Union - Éducation et culture - Transports - Protection des consommateurs - Santé - Recherche scientifique - Protection de l'environnement - Politique sociale - Espace de liberté, de sécurité et de justice : - Politique commune d'immigration - Convention de Schengen - Accueil des réfugiés | Politique étrangère : - Force européenne de réaction rapide - Force de gendarmerie européenne - Missions de Petersberg - Droits de l'homme - Démocratie - Aide humanitaire (ECHO) Politique de sécurité: - Politique européenne de sécurité et de défense (PESD) | - Trafic de drogue et d'armes - Terrorisme - Trafic d'êtres humains - Crime organisé - Corruption - Eurojust |                  |                  |                  |                  |
| | | |                  |                  |                  |                  |

À l'intérieur de chaque pilier, un équilibre propre est assuré entre souverainetés nationales et pouvoirs communs. La supranationalité est essentiellement présente dans le premier pilier, qui est également le plus important par son action et ses moyens.

## Origine de la structure en piliers
Historiquement, le premier pilier, également appelé « pilier communautaire », est le plus ancien et correspond au regroupement des institutions des trois premières communautés européennes (charbon et acier (CECA), Communauté économique européenne (CEE) et Euratom) décidé par le traité de fusion de 1965. Il regroupe essentiellement aujourd'hui les compétences exclusives, partagées et de soutien de l'Union. Le traité de Maastricht consacra l'élimination du E d'« économique » dans le terme CEE, qui devint la Communauté européenne (ou CE). Des domaines de compétences supplémentaires furent transférés par le traité d'Amsterdam du troisième vers le premier pilier. En 2002, le traité CECA arrivant à expiration disparut des institutions.
Lors de la rédaction du traité de Maastricht, certains États membres objectèrent que le transfert de souveraineté dans les domaines de la politique étrangère ou de la justice représentait un sujet trop sensible en regard de la souveraineté nationale, et qu'une autre manière de gérer ces questions, au niveau intergouvernemental, devait être imaginée.
C'est ainsi qu'apparut la notion de piliers distincts : la Communauté européenne en représenterait le premier, tandis que le deuxième s'occuperait des questions de politique étrangère, de défense et de sécurité, et que le troisième pilier permettrait de coopérer dans le domaine judiciaire.
| Signature Entrée en vigueur Nom du traité | 1948 Traité de Bruxelles                                      | 1951 1952 Traité CECA                             | 1954 1955 Accords de Paris                            | 1957 1958 Traité de Rome (TCEE) Traité Euratom        | 1965 1967 Traité de fusion                            | 1975 1976 institution officieuse    | 1986 1987 Acte unique européen | 1992 1993 Traité de Maastricht (TUE et TCE) | 1992 1993 Traité de Maastricht (TUE et TCE) | 1997 1999 Traité d'Amsterdam (TUE et TCE) | 2001 2003 Traité de Nice (TUE et TCE) | 2007 2009 Traité de Lisbonne (TUE et TFUE) | 2007 2009 Traité de Lisbonne (TUE et TFUE) |  |  |  |  |  |  |  |  |
|                                           |                                                               |                                                   |                                                       |                                                       |                                                       |                                     |                                |                                             |                                             |                                           |                                       |                                            |                                            |  |  |  |  |  |  |  |  |
| Les trois piliers de l'Union européenne   |                                                               |                                                   |                                                       |                                                       |                                                       |                                     |                                |                                             |                                             |                                           |                                       |                                            |                                            |  |  |  |  |  |  |  |  |
| Communautés européennes                   |                                                               |                                                   |                                                       |                                                       |                                                       |                                     |                                |                                             |                                             |                                           |                                       |                                            |                                            |  |  |  |  |  |  |  |  |
|                                           | Communauté européenne de l'énergie atomique (Euratom)         |                                                   |                                                       |                                                       |                                                       |                                     |                                |                                             |                                             |                                           |                                       |                                            |                                            |  |  |  |  |  |  |  |  |
|                                           |                                                               |                                                   | Communauté européenne du charbon et de l'acier (CECA) | Communauté européenne du charbon et de l'acier (CECA) | Communauté européenne du charbon et de l'acier (CECA) | Dissoute en 2002                    | Dissoute en 2002               | Dissoute en 2002                            |                                             | Union européenne (UE)                     | Union européenne (UE)                 |                                            |                                            |  |  |  |  |  |  |  |  |
|                                           |                                                               |                                                   | Communauté économique européenne (CEE)                | Communauté économique européenne (CEE)                | Communauté économique européenne (CEE)                |                                     |                                | Communauté européenne (CE)                  | Communauté européenne (CE)                  | Union européenne (UE)                     | Union européenne (UE)                 |                                            |                                            |  |  |  |  |  |  |  |  |
|                                           |                                                               | TREVI                                             | TREVI                                                 | Justice et affaires intérieures (JAI)                 |                                                       |                                     |                                | Communauté européenne (CE)                  | Communauté européenne (CE)                  | Union européenne (UE)                     | Union européenne (UE)                 |                                            |                                            |  |  |  |  |  |  |  |  |
|                                           | Coopération policière et judiciaire en matière pénale (CPJMP) | TREVI                                             | TREVI                                                 | Justice et affaires intérieures (JAI)                 |                                                       |                                     |                                |                                             |                                             | Union européenne (UE)                     | Union européenne (UE)                 |                                            |                                            |  |  |  |  |  |  |  |  |
|                                           | Coopération politique européenne (CPE)                        | Politique étrangère et de sécurité commune (PESC) | Politique étrangère et de sécurité commune (PESC)     | Politique étrangère et de sécurité commune (PESC)     | Politique étrangère et de sécurité commune (PESC)     |                                     |                                |                                             |                                             | Union européenne (UE)                     | Union européenne (UE)                 |                                            |                                            |  |  |  |  |  |  |  |  |
| Union occidentale (UO)                    | Union occidentale (UO)                                        | Union de l'Europe occidentale (UEO)               | Union de l'Europe occidentale (UEO)                   | Union de l'Europe occidentale (UEO)                   | Union de l'Europe occidentale (UEO)                   | Union de l'Europe occidentale (UEO) |                                |                                             |                                             |                                           | Union européenne (UE)                 |                                            |                                            |  |  |  |  |  |  |  |  |
| Union occidentale (UO)                    | Union occidentale (UO)                                        | Union de l'Europe occidentale (UEO)               | Union de l'Europe occidentale (UEO)                   | Union de l'Europe occidentale (UEO)                   | Union de l'Europe occidentale (UEO)                   | Union de l'Europe occidentale (UEO) | Dissoute en 2011               |                                             |                                             |                                           |                                       |                                            |                                            |  |  |  |  |  |  |  |  |
|                                           |                                                               |                                                   |                                                       |                                                       |                                                       |                                     |                                |                                             |                                             |                                           |                                       |                                            |                                            |  |  |  |  |  |  |  |  |

## Description des piliers

### Premier pilier: méthode communautaire
Dans le premier pilier, la Commission européenne dispose d’un monopole de l'initiative et les institutions européennes fonctionnent selon la méthode communautaire.
En outre, les modifications apportées par le traité d'Amsterdam ont transféré une grande partie des compétences du troisième pilier à la Communauté européenne, mais le terme Justice et Affaires intérieures (JAI) reste abusivement utilisé pour décrire à la fois les compétences transférées et ce qui reste dans le troisième pilier. Toutefois la dénomination officielle de ce dernier pilier, depuis 1999 et la fin de l'action commune JAI, est la suivante : « coopération policière et judiciaire en matière pénale ».

### Deuxième et troisième piliers: méthode intergouvernementale
Si les deux derniers piliers fonctionnent sur le mode de la coopération intergouvernementale, les pouvoirs de la Commission, du Parlement européen et de la Cour de justice des Communautés, quoique très limités, ne sont pas complètement inexistants.
En effet, dans le cadre du deuxième pilier le Conseil peut recevoir des recommandations, ou être questionné par le Parlement. Dans le cadre du troisième pilier, le Conseil et la Commission sont tenus de tenir le Parlement régulièrement informé des travaux liés à la coopération policière et judiciaire.
Depuis le traité d'Amsterdam, le Parlement européen dispose d'un rôle consultatif en matière d'adoption des décisions-cadres, à toute fin, et des conventions.

## Fusion des piliers
Les compétences diverses au sein des trois piliers, qui souvent se recoupent et se superposent, constituent un enchevêtrement particulièrement confus et difficile à appréhender, même pour les experts. Ainsi, près de quinze actes politiques ou législatifs peuvent être décidés au sein des différentes institutions de l'Union. Les deux piliers intergouvernementaux souffrent de plus d'une certaine inefficacité liée à leur mode de fonctionnement fondé sur l'unanimité stricte, qui aboutit régulièrement à des blocages lors des négociations. Cette opacité et cette inefficacité furent parmi les raisons qui poussèrent les États membres à donner mission à la Convention sur l'avenir de l'Europe de simplifier le fonctionnement des institutions européennes, en fusionnant les trois piliers. Le traité de Lisbonne simplifie grandement l'architecture de l'Union.
| Compétences exclusives Article 3 du TFUE Seule l'Union peut légiférer et adopter des actes juridiquement contraignants, les États membres ne pouvant le faire par eux-mêmes que s'ils sont habilités par l'Union, ou pour mettre en œuvre les actes de l'Union. - Union douanière - Règles de concurrence intracommunautaires - Union économique et monétaire - Développement durable (conservation des ressources biologiques en mer et sur terre) - Commerce extracommunautaire - Conclusion de certains accords internationaux | Compétences partagées Article 4 du TFUE L'Union et les États membres peuvent légiférer et adopter des actes juridiquement contraignants dans ces domaines. Les États membres exercent leur compétence dans la mesure où l'Union n'a pas exercé la sienne. Les États membres exercent à nouveau leur compétence dans la mesure où l'Union a décidé de cesser d'exercer la sienne. - Marché commun - Politique sociale (limitée aux aspects définis dans le TFUE) - Politique régionale (cohésion économique, sociale et territoriale) - Politique agricole et halieutique - Politique de recherche et d'innovation (en) - Politique énergétique - Politique environnementale - Protection des consommateurs - Politique des transports - Réseaux transeuropéens - Espace de liberté, de sécurité et de justice - Coopération au développement et aide humanitaire - Enjeux communs de sécurité en matière de santé publique | Compétences de coordination Article 6 du TFUE L'Union dispose d'une compétence pour mener des actions pour appuyer, coordonner ou compléter l'action des États membres. - Politique culturelle - Politique industrielle - Politique touristique - Politique d'éducation, de formation et de la jeunesse (en) - Protection et amélioration de la santé - Protection civile - Coopération administrative |